# Гринфилд (Калифорнија)
Гринфилд (енгл. Greenfield) град је у америчкој савезној држави Калифорнија. По попису становништва из 2010. у њему је живело 16.330 становника.

## Демографија
Према попису становништва из 2010. у граду је живело 16.330 становника, што је 3.747 (29,8%) становника више него 2000. године.
| Група             | 2000.          | 2010.          |
| Белци             | 1.188 (9,4%)   | 935 (5,7%)     |
| Афроамериканци    | 148 (1,2%)     | 183 (1,1%)     |
| Азијати           | 97 (0,8%)      | 179 (1,1%)     |
| Хиспаноамериканци | 11.055 (87,9%) | 14.917 (91,3%) |
| Укупно            | 12.583         | 16.330         |